# Natalia Zubarewicz
Natalia Wasiliewna Zubarewicz (ros. Наталья Васильевна Зубаревич; ur. 1954) – geograf ekonomiczny, profesor Moskiewskiego Uniwersytetu Państwowego. Specjalizuje się w zagadnieniach dotyczących sytuacji socjoekonomicznej Rosji, zwłaszcza jej regionów. Twórczyni koncepcji „czterech Rosji”.
W 1976 roku Zubarewicz ukończyła studia na Wydziale Geografii Moskiewskiego Uniwersytetu Państwowego. W 1977 roku podjęła pracę w Zakładzie Geografii Ekonomicznej i Społecznej Rosji na Wydziale Geografii Moskiewskiego Uniwersytetu Państwowego. W 2003 roku obroniła pracę doktorską z zakresu nauk geograficznych na temat „Rozwój społeczny regionów Rosji w okresie transformacji”. W 2005 roku została profesorem w Katedrze Geografii Ekonomicznej i Społecznej Rosji, gdzie prowadzi zajęcia z zakresu geografii sektora nieprodukcyjnego, problemów rozwoju regionalnego i nowych tendencji w geografii społecznej.
Współpracuje z rosyjskimi ministerstwami gospodarki oraz pracy. Była ekspertką Programu Narodów Zjednoczonych ds. Rozwoju, współpracowała także z Bankiem Światowym.

## Koncepcja czterech Rosji
Zubarewicz twierdzi, że traktowanie Rosji jako jednego bytu nie pozwala na pełne zrozumienie tego kraju. Proponuje używanie w tym celu podziału według koncepcji „czterech Rosji”, którą ukuła w 2011 roku.
- Rosja numer 1/pierwsza Rosja: 21% populacji kraju. Gospodarka postindustrialna, o wysokim poziomie rozwoju gospodarczego. Miasta: m.in. Moskwa, Petersburg i Jekaterynburg. Populacja z dużym udziałem osób z wyższym wykształceniem. Większe niż gdziekolwiek indziej w Rosji perspektywy rozwoju, więcej miejsc pracy i wyższe pensje, wyższy standard życia. To tu rodzą się protesty i ruchy opozycyjne.
- Rosja numer 2/druga Rosja: 25% populacji kraju. Stosunkowo duży procent mieszkańców zatrudnionych w fabrykach oraz sektorze publicznym, zwykle niższego szczebla. Małe możliwości rozwoju dla małego biznesu z powodu małej siły nabywczej, korupcji, kolesiostwa. Słabo wyedukowana populacja. Mieszkańcy przywiązani do, jak określa Zubarewicz „sowieckiego stylu życia”. Miasta przemysłowe liczące od 25 000 do 250 000 mieszkańców i niektóre większe miasta np. Czerepowiec, Magnitogorsk. Region ten jest szczególnie narażony w czasach kryzysu lub wahań gospodarczych, jako pierwszy odczuwa skutki spowolnienia gospodarczego.
- Rosja numer 3/ trzecia Rosja: 1/3 populacji kraju. Ludność zamieszkująca obszary wiejskie i podmiejskie, obojętna na politykę. Polityka ma niewielki wpływ na życie obszarów wiejskich ponieważ, jak podkreśla autorka „the agricultural calendar isn’t affected by changes at the top” („zmiany na górze nie mają wpływu na kalendarz rolniczy”). Najwięcej obszarów wiejskich obserwuje się na południu Rosji i na północnym Kaukazie. Oba te obszary zamieszkuje 27% ludności wiejskiej kraju. Ludność utrzymuje się tam głównie z uprawy czarnoziemów tych regionów tworząc małe, rodzinne gospodarstwa. Jednocześnie obserwuje się rozwój wielkoskalowego agrobiznesu, który, jak podkreśla Zubarewicz, rozwija się w najbardziej dochodowych i niewymagających dużego nakładu pracy dziedzinach produkcji takich jak zboże czy olej słonecznikowy. Proces ten sprawia, że potrzeba coraz mniej rąk do pracy. Młodzi ludzie migrują do miast, a region drastycznie się starzeje, na przykład w obwodzie pskowskim 40% populacji kobiet to emerytki. Istnieją regiony, gdzie wsie przetrwały wyłącznie na obrzeżach miast, tworząc swoiste przedmieścia. Tam populacja jest młodsza i lepiej sytuowana, z dużym procentem migrantów z innych części Rosji. Wiele nowych miejsc pracy w tych obszarach nie ma związku z rolnictwem. Wielu mieszkańców dojeżdża do pracy do najbliższego miasta. Taka transformacja obszarów wiejskich najszybciej zachodzi w granicach aglomeracji moskiewskiej.

- Rosja numer 4/ czwarta Rosja: 6% populacji. Słabo rozwinięte obszary. Regiony zmagające się z biedą, korupcją i konfliktami na tle etnicznym i religijnym. Obszar: słabiej rozwinięte republiki północnego Kaukazu i, w mniejszym stopniu, południowej Syberii (rejon Tywy i Ałtaju). Gospodarka tych regionów zależy od wsparcia rządowego. Jest w tym regionie jedna rozwijająca się aglomeracja – Machaczkała, która liczy 580 000 mieszkańców lub prawie milion, jeśli liczyć jej zabudowane przedmieścia. Miasto rozwija się w szybkim tempie. Jednak w tej aglomeracji mieszka bardzo niewielu wykształconych mieszkańców z klasy średniej, a ci, którzy tam są, opuszczają ją i przenoszą się do innych regionów, gdzie czują się bardziej u siebie[5].